# Деревня (повесть, 1910)
«Дере́вня» — повесть Ивана Алексеевича Бунина, написанная в 1909—1910 годах и впервые опубликованная в 1910 году. После публикации в Собрании сочинений 1915 года Бунин значительно переработал повесть сначала для издательства «Петрополис», а затем для нового издания Собрания сочинений.

## Сюжет
Действие происходит в середине 1900-х годов, на фоне обсуждения созыва Государственной думы, аграрной реформы и подъёма террористической активности. Главные герои повести — братья Красовы, старший Тихон Ильич и младший Кузьма Ильич. В повести три главы. 
Красовы — потомки крестьян деревни Дурновки, расположенной неподалёку от станции Воргол, в молодости они занимались торговлей, но затем поссорились. Тихон продолжал торговать, открыл кабак и лавку с товарами, а затем выкупил Дурновку у обнищавшего владельца. Кузьма всегда мечтал учиться и писать о жизни, работал конторщиком, выпустил сборник стихов, затем сменил множество работ и обнищал. В это время его нашёл Тихон и пригласил работать управляющим в Дурновку. Среди второстепенных героев повести — молодая крестьянка Авдотья по прозвищу Молодая, муж которой жестоко избивает её, однако неожиданно умирает, самый бедный крестьянин Дурновки по прозвищу Серый, у которого единственного зимой по вечерам не зажигается свет в доме и дети сидят в темноте, и его взрослый сын Денис.
Тихону Ильичу во время описываемых событий пятьдесят лет. Он полностью занят хозяйством, хотя не нажил большого богатства. Он никому не доверяет и большую часть работы делает сам. У него есть жена, но он страдает от отсутствия детей. Крестьян он недолюбливает, видя, что они влачат жалкое существование, из которого не стремятся выбраться, и сам мечтает избавиться от Дурновки и переехать в город. Кузьма любит общаться с людьми, но бессилен помочь им. После похорон пожилого бродяги во время сильного мороза Кузьма заболевает, а когда приходит в себя, узнаёт, что Тихон решил устроить свадьбу Молодой и Дениса. Кузьма в душе против этой свадьбы, считая, что Молодую ждёт ужасная судьба, однако ему приходится, на правах управляющего, благословить жениха и невесту. Повесть заканчивается сценой венчания в церкви, где «угарно, холодно и сумрачно», и поездкой на санях обратно в деревню сквозь сильную вьюгу.

## Критика

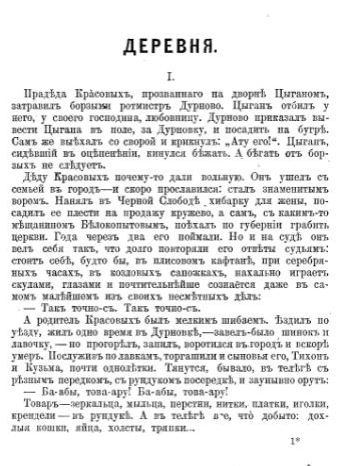
Начало рассказа «Деревня». Полное собрание сочинений И. А. Бунина, том 5, 1915

Бунин начал работать над повестью в 1909 году, читал отрывки в литературных кружках, и о произведении заговорили задолго до сдачи рукописи в печать. Газета «Биржевые ведомости» (1909, № 11348) писала, что новое сочинение Бунина, вероятно, «вызовет разговоры и полемику справа и слева». Первая часть «Деревни» была опубликована в «Современном мире» в марте 1910 года, а первая рецензия появилась ещё до выхода номера в свет — обозреватель газеты «Утро России» В. Батуринский сумел познакомиться в редакции с корректорским вариантом и, опередив коллег, подготовил рецензию, в которой назвал повесть «выдающимся произведением текущего сезона». В дискуссию по поводу «Деревни» включились и критики, и литераторы: автору предъявляли претензии в «утрате чувства художественного правдоподобия» (Г. Полонский); его обвиняли в том, что он «струсил собственных этюдов и эскизов» (Александр Амфитеатров); о повести писали как о «возмутительной, насквозь лживой книге» (А. Яблоновский). В числе тех, кто поддержал Бунина, была Зинаида Гиппиус, отметившая в журнале «Русская мысль» (1911, № 6), что повесть «Деревня» строга, проста и гармонична: «…ей веришь просто».
Опубликовав первую часть повести в мартовской книге журнала, Бунин предполагал дать следующие части в апреле и мае, однако в апрельском номере редакция сообщала читателям: «По желанию автора печатание повести И. А. Бунина «Деревня» переносится на осень». Вторая и третья части были опубликованы в номерах за октябрь и ноябрь того же года. 
О работе над повестью Бунин сообщал в письме к своему в то время близкому другу — Максиму Горькому: «...писал часов по пятнадцать в сутки, боясь оторваться даже на минуту, боясь, что вдруг потухнет во мне электрическая лампочка и сразу возьмёт надо мной полную силу тоска, которой я не давал ходу только работой». После выхода повести Горький высоко оценил новое произведение: «Дорог мне этот скромно скрытый, заглушенный стон о родной земле, дорога благородная скорбь, мучительный страх за неё — и всё это — ново. Так ещё не писали». В свою очередь, Бунин позже обратился к Горькому со словами благодарности, написав ему: «Вы и представить себе не можете, до чего ценны для меня Ваши слова, какой живой водой брызнули Вы на меня!».
Позже сам Бунин в предисловии к книге «Весной, в Иудее» (1953) писал о начале своей известности в связи с публикацией повести:

Популярность моя началась с того времени, когда я напечатал свою «Деревню». Это было начало целого ряда моих произведений, резко рисовавших русскую душу, её светлые и тёмные, часто трагические основы. В русской критике и среди русской интеллигенции, где, по причине незнания народа или политических соображений, народ почти всегда идеализировался, эти «беспощадные» произведения мои вызвали страстные враждебные отклики. В эти годы я чувствовал, как с каждым днем всё более крепнут мои литературные силы. 